# Elegant midjeblomfluga
Elegant midjeblomfluga (Sphegina elegans) är en tvåvingeart som beskrevs av Theodor Emil Schummel 1841. Elegant midjeblomfluga ingår i släktet midjeblomflugor, och familjen blomflugor. Arten är reproducerande i Sverige. Inga underarter finns listade i Catalogue of Life.